# Dekanija Celje - Nova Cerkev
Dekanija Celje - Nova Cerkev je dekanija Škofije Celje, ki je nastala 1. septembra 2021 z združitvijo dotedanje Dekanije Celje in Dekanije Nova Cerkev.

## Župnije
1. Celje - Bl. Anton Martin Slomšek
2. Celje - Sv. Cecilija
3. Celje - Sv. Danijel
4. Celje - Sv. Duh
5. Celje - Sv. Jožef
6. Črešnjice
7. Dobrna
8. Frankolovo
9. Ljubečna
10. Nova Cerkev
11. Sv. Jošt na Kozjaku
12. Sv. Lovrenc nad Štorami
13. Svetina
14. Šmartno v Rožni dolini
15. Teharje
16. Vitanje
17. Vojnik

## Dekani
- Tadej Linasi (1. september 2021 –)